# Synagogue de Tomar

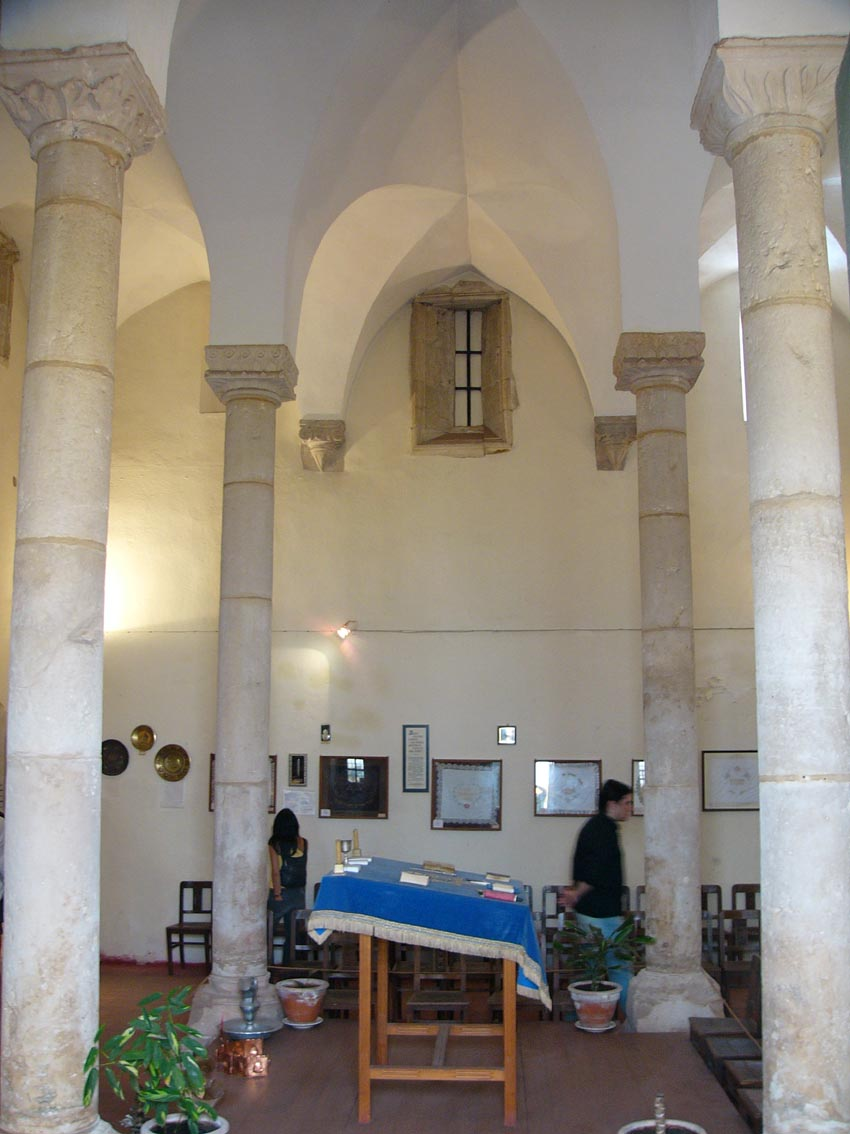
Intérieur de la synagogue.

La synagogue de Tomar est une synagogue  située dans le centre historique de la ville de Tomar au Portugal.
Elle est la synagogue de l'époque médiévale la mieux conservée du pays et abrite actuellement un musée juif.
La synagogue de Tomar a été construite au milieu du XVe siècle dans le quartier juif de la ville. 
En 1985, des fouilles dans un bâtiment adjacent révélèrent les vestiges d'un mikvé (bain rituel).
Avec l'expulsion et les conversions forcées des juifs portugais en 1496, la synagogue servit de prison, d'église et plus tard comme entrepôt. 
En 1921 le bâtiment est déclaré monument historique.
Dans les années 1930, le propriétaire, un intellectuel polonais, restaura le bâtiment et en fit don au gouvernement portugais à la condition qu'il soit transformé en musée.
Depuis 1939, la synagogue abrite le Musée juif Abraham Zacuto du nom d'un célèbre scientifique de l'époque.
On peut y trouver plusieurs pierres tombales médiévales de l'ensemble du pays. Parmi ses meilleures pièces on peut y voir une plaque de l'ancienne synagogue de Lisbonne datant de 1308.
D'autres synagogues bien conservées de la péninsule Ibérique et qui sont antérieures à l'expulsion des juifs peuvent se visiter à Híjar, à la  Synagogue Santa María La Blanca de Tolède ou la Synagogue de Cordoue.

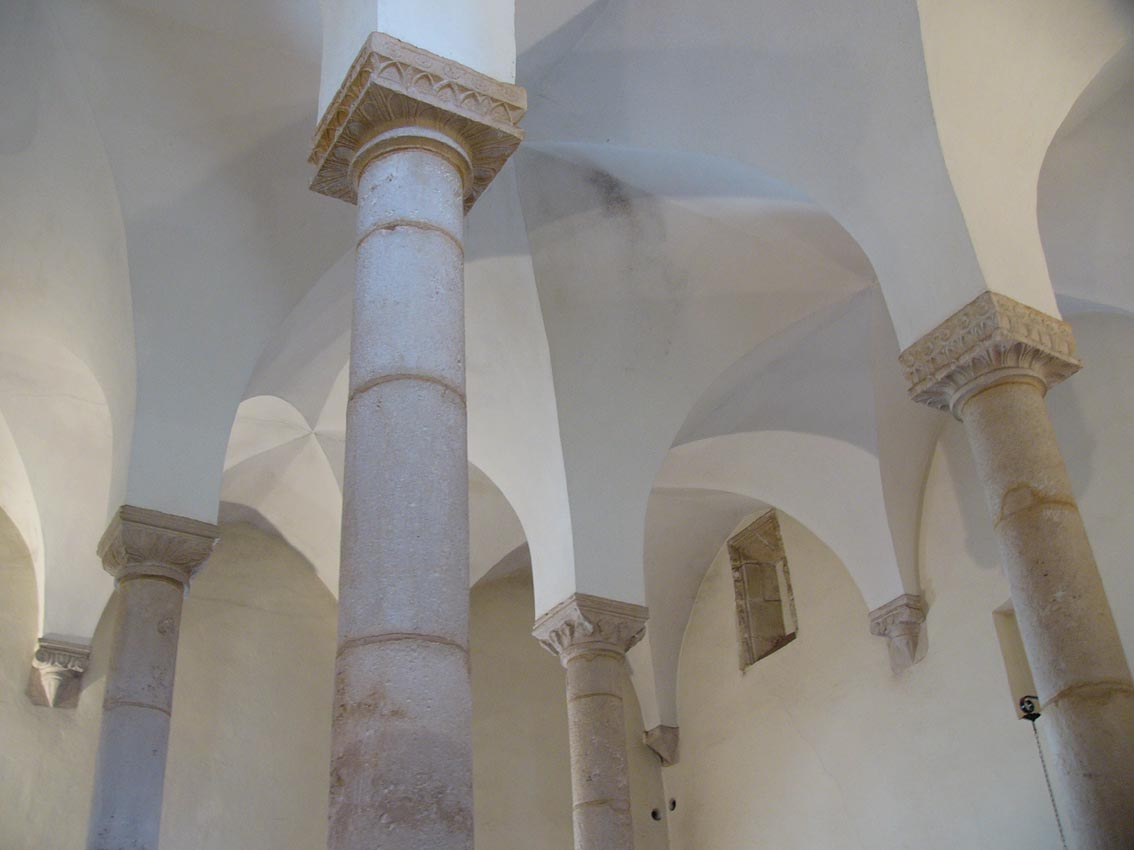
Piliers à l'intérieur de la synagogue.